# Match des Étoiles de la Ligue majeure de baseball 1997
Le match des Étoiles de la Ligue majeure de baseball 1997 (1997 MLB All-Star Game) est la 68e édition de cette opposition entre les meilleurs joueurs de la Ligue américaine et de la Ligue nationale, les deux composantes de la MLB.
Le match s'est tenu le 8 juillet 1997 au Jacobs Field, antre des Indians de Cleveland.

## Home Run Derby
| Jacobs Field, Cleveland -- A.L. 32, N.L. 29 | Jacobs Field, Cleveland -- A.L. 32, N.L. 29 | Jacobs Field, Cleveland -- A.L. 32, N.L. 29 |
| Joueur                                      | Équipe                                      | Home Runs                                   |
| American League                             | American League                             | American League                             |
| ------------------------------------------- | ------------------------------------------- | ------------------------------------------- |
| Tino Martinez                               | New York                                    | 16 *                                        |
| Mark McGwire                                | Oakland                                     | 7                                           |
| Brady Anderson                              | Baltimore                                   | 4                                           |
| Ken Griffey, Jr.                            | Seattle                                     | 3                                           |
| Nomar Garciaparra                           | Boston                                      | 0                                           |
| Jim Thome                                   | Cleveland                                   | 0                                           |
| National League                             |                                             |                                             |
| Larry Walker                                | Colorado                                    | 19                                          |
| Jeff Bagwell                                | Houston                                     | 5                                           |
| Chipper Jones                               | Atlanta                                     | 3                                           |
| Ray Lankford                                | St. Louis                                   | 2                                           |

* Bat Walker en finale